# Rza Afganli
 (février 2025).
Rza Afganli (en azéri: Rza Rüstəm oğlu Əfqanlı. Nom réel: Djafarzadeh; né le 15 mai 1899 à Sarab, Azerbaïdjan du Sud  et mort le 9 novembre 1973 à Bakou) était un acteur de théâtre et de cinéma azerbaïdjanais, Artiste du peuple de la RSS d'Azerbaïdjan (1943).

## Biographie
Rza Rustam oglu Djafarzadeh (Rza Afganli) est né dans la ville de Sarab, en Azerbaïdjan iranien. Dès l'âge de neuf ans, Rza travaille comme domestique aux portes des riches et garde les moutons. Il arrive à Bakou au printemps 1912 pour gqgner sa vie. En 1916, il se rend à Piatigorsk et y travaille comme apprenti cordonnier, et deux ans plus tard, il sert dans l'armée russe.
De retour à Bakou en 1920, Rza Afganli joue d'abord dans un club de théâtre du village de Sabunchu et commence bientôt à travailler au Théâtre mobile central. En 1923, il est embauché par la troupe du Théâtre dramatique national et, parallèlement, il obtient son diplôme de l'École de théâtre de Bakou en 1926. Au cours de la saison théâtrale 1933-1934, il est le directeur en chef du « Théâtre des Peuples » (Théâtre « Natsmen ») à Achgabat, la capitale de la République du Turkménistan. Au début de 1935, il revient au personnel du Théâtre dramatique national.
Au cours des différentes années, Rza Afganli joue les rôles qui se caractérisent par leur diversité de genre et leur richesse esthétique.
Comme les artistes de la même époque, les rôles au cinéma constituent une étape à part dans l'œuvre de Rza Afganli. Il est renvoyé du théâtre en 1963. Rza Afganli, qui était au chômage depuis de nombreuses années (il ne joue que dans quelques films entre-temps), travaille pendant un certain temps comme acteur au Théâtre dramatique d'État de Sumgayit.

## Récompenses et prix
- Artiste honoré de la RSS d'Azerbaïdjan (04.12.1938)
- Artiste du peuple de la RSS d'Azerbaïdjan (17.06.1943)
- Prix Staline, deuxième degré (1948 *Ordre de Lénine (22.07.1949)
- Ordre du Drapeau Rouge du Travail (09.06.1959)
- Ordre de l'Insigne d'Honneur (01.02.1939)